# J.M. Hale

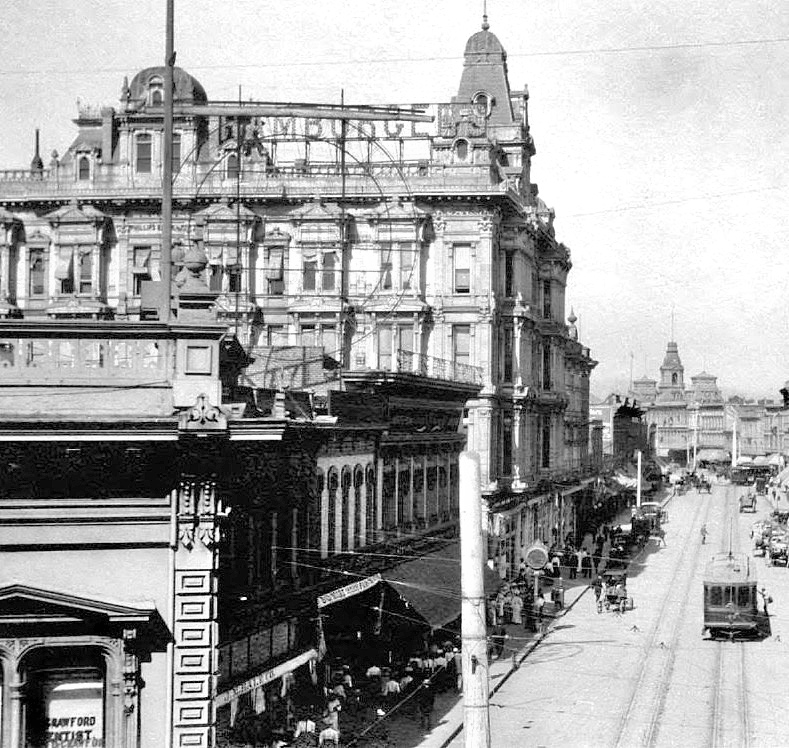
Spring Street, kijkend naar het noorden vanaf Temple Street, jaren 1890. In de linker benedenhoek is nauwelijks zichtbaar het bord van J.M. Hale Co. op Spring Street 107-109.Hamburger's, de grootste winkel in het westen, domineert de foto.

J.M. Hale Co., ook bekend als Hales, was een warenhuis in het centrum van de Amerikaanse stad Los Angeles.

## Geschiedenis
Hale's in Los Angeles werd opgericht door James M. Hale (New York, 7 oktober 1846 – Los Angeles, 31 januari 1936), een van de broers Hale, wiens broers ook de Hale Bros.-warenhuizen hadden opgericht in San Francisco, Oakland, Sacramento, San José, Salinas, Stockton en Petaluma, Californië. J.M. Hale, oorspronkelijk afkomstig uit New York, werkte met zijn broers in Noord-Californië en verhuisde in 1883 naar Los Angeles, waar hij in oktober van dat jaar zijn eerste winkel opende. In de jaren 1920, zo melden bronnen, bezat het in San Francisco gevestigde bedrijf Hale Bros. 30% van het in Los Angeles gevestigde bedrijf J.M. Hale Co., terwijl in de jaren 1890 de winkels in Los Angeles werden geadverteerd als 'filialen' van het bedrijf in San Francisco.

## Spring Street
J.M. Hale opende zijn eerste winkel in oktober 1883 op Spring Street 7-9 (na 1890 was hernummerd naar North Spring Street 107-109), in wat in de jaren 1880-1890 het Central Business District was, dat nu is afgebroken en waar nu het Civic Center staat. In de jaren 1890 had Hale's een tijdje twee winkels in Los Angeles, beide op North Spring Street 107-109-111 en nog een winkel die het in 1893 kocht van Frank, Grey & Co., in het Hammer and Denker Block op de noordwesthoek van Third Street en Spring Street.

## Verhuizing naar Broadway
Eind januari 1909 verhuisde Hale's van de locatie aan de North Spring Street naar South Broadway 341-343-345, een gebied dat toen bekendstond als "Petticoat Lane", net ten zuiden van het warenhuis Jacoby Bros. Er werden extra winkels geopend in Ocean Park, Santa Monica en elders in Groot-Los Angeles. In 1907 verwierf Hale's de aandelen van het warenhuis Bon Marché.

## Hales woning
Tot 1907 woonde Hale in het 800-blok van South Grand Avenue. In 1907 liet Hale "een prachtig huis bouwen in het Wadsworth & Hollister Tract, dat $ 7.434 kostte". Het huis staat er nog steeds op Wadsworth Street 149 in Ocean Park, Santa Monica. Het is een zeer late Queen Anne-stijl / Victoriaanse shingle-stijl. 